# Caisang
Caisang (kinesiska: 采桑, 采桑镇) är en köping i Kina. Den ligger i provinsen Henan, i den centrala delen av landet, omkring 140 kilometer norr om provinshuvudstaden Zhengzhou. Antalet invånare är 32 371. Befolkningen består av 21 338 kvinnor och 11 033 män. Barn under 15 år utgör 25,0 %, vuxna 15-64 år 64 %, och äldre över 65 år 9,0 %.
Genomsnittlig årsnederbörd är 681 millimeter. Den regnigaste månaden är juli, med i genomsnitt 205 mm nederbörd, och den torraste är januari, med 3 mm nederbörd.